# 萧丹峰
萧丹峰（1902年—1985年），原名萧凤（一作萧风），又名萧仪昌，男，吉林双阳人，中华人民共和国政治人物，曾任吉林省政协副主席，第四届全国政协委员。